# Grant Holloway
Stanley Grant Holloway (* 19. listopadu 1997) je americký atlet, závodící v překážkových i hladkých sprintech. 

## Kariéra
V roce 2019 se na MS v katarském Dauhá stal mistrem světa v běhu na 110 metrů překážek časem 13,10 s. Holloway úspěšně kombinuje hladké i překážkové sprinty, zejména pak v hale (hladký i překážkový běh na 60 metrů). Je také držitelem světového rekordu v běhu na 60 metrů překážek, původně časem 7,29 s. (zaběhnutým třikrát v letech 2021, 2022 a 2024). Tento čas vylepšil Holloway 16. února roku 2024 výkonem 7,27 sekundy.
Velmi dobře však běhá i štafetové běhy a kvalitně skáče do dálky (osobní rekord 817 cm, s větrem pak 832 cm).

## Osobní rekordy
Dráha
- Běh na 60 metrů – 6,50 s. (2019)
- Běh na 110 metrů překážek – 12,81 s. (2021)[4]

Hala
- Běh na 60 metrů překážek – 7,27 s. (2024) -  (Současný světový rekord)